# 圖瓦盧足球協會
圖瓦盧足球協會是專門管轄圖瓦盧足球事務的組織。圖瓦盧足球協會成立於1979年，目前僅為大洋洲足協的附屬會員。此外，該組織也未加入國際足協，故此其國家隊不能參加世界盃。2012年，圖瓦盧足球協會申請加入國際足協，這動議將會於2013年國際足協年會表決。

## 外部連結
- 官方網頁